# آی‌ان‌اس تارانگینی
آی‌ان‌اس تارانگینی (به انگلیسی: INS Tarangini) یک کشتی است که طول آن 54 m و ارتفاع آن 33.6 meters (Height of foremast above WL), می‌باشد. این کشتی در سال ۱۹۹۵ ساخته شد.